# Guy Cluseau
Guy Cluseau, mort à 78 ans le 20 février 2007 à Rabat (Maroc), était un entraîneur français de football. Il fut notamment sélectionneur de l'équipe du Maroc de football en 1969-1970 puis en 1979. Il qualifia ainsi les Lions de l'Atlas pour la phase finale de la Coupe du monde 1970.
En club, il dirigea le FAR Rabat (Maroc) de 1959 à 1969 puis de 1974 à 1980. 